# Otocryptis beddomei
Espèce
Synonymes
- Otocryptis beddomii Boulenger, 1885

Otocryptis beddomei est une espèce de sauriens de la famille des Agamidae.

## Répartition
Cette espèce est endémique du sud de l'Inde. Elle se rencontre dans les Ghâts occidentaux au Kerala et au Tamil Nadu.

## Étymologie
Cette espèce est nommée en l'honneur du naturaliste Richard Henry Beddome (1830-1911).

## Publication originale
- Boulenger, 1885 : Catalogue of the lizards in the British Museum (Natural History) I. Geckonidae, Eublepharidae, Uroplatidae, Pygopodidae, Agamidae, Second edition, London, vol. 1, p. 1-436 (texte intégral).